# 长孙炽
长孙炽(549年—610年11月15日)，字仲光，河南洛阳人，隋朝大臣。长孙晟之兄，长孙无忌之伯。

## 生平
长孙炽出生于关陇贵族世家河南长孙氏，祖上长孙道生为北魏太武帝时上党王。长孙炽生性聪明，长相俊美，文武双全。建德初年，北周武帝宇文邕设立通道馆(研究道教)，他被选为通道馆学士。
建德二年(573年)，授官雍州仓城县令，不久转任盩厔县令。政绩卓著，升为崤郡太守，后调入京城任天官府御正上士(为皇帝起草诏令)。隋国公杨坚担任丞相时，招他入丞相府任功曹参军，加大都督，封阳平县子，食邑二百户。大象二年(580年)升为稍伯下大夫，同年7月益州总管王谦起兵叛乱，长孙炽跟随信州总管王长述从长江溯流而上，担任前军先锋，平定楚州、合州等五州，擒获伪总管荆山公元振，以功拜仪同三司。
开皇元年(581年)二月，杨坚登基为帝，长孙炽率官属先入清宫，即日授内史舍人、上仪同三司。不久以本官摄判东宫右庶子，以处事周密，被杨坚赞赏。
杨坚即位不久，派出八个使者出巡各省风俗，废弃获设置州郡。长孙炽担任其一，授左领军长史，持节，负责东南道三十六州。回朝后授太子仆，加谏议大夫，摄长安令。与大兴令梁毗俱为称职。不久领右常平监，迁雍州赞治(即司马，州郡佐官)，改封饶阳县开国子。后升迁为鸿胪少卿。几年后转任太常少卿，进位开府仪同三司。复持节为河南道二十八州巡省大使，在半路上授吏部侍郎。
大业元年(605年)，升迁为大理卿，复为西南道大使，巡省风俗。吐谷浑入侵张掖，隋炀帝令长孙炽率精骑五千将其击退，追至青海后返回，以功授银青光禄大夫。大业四年(608年)正月，取代杨文思为民部(户部)尚书。大业五年(609年)11月，隋炀帝前往扬州江都宫，留长孙炽留守东都洛阳，摄左候卫将军事。大业六年十月二十四日(610年11月15日)，长孙炽在民部尚书任上去世，年六十二。谥曰静。有子长孙仁。

## 家族
- 曾祖父：长孙稚，字承业，上党文宣王。
- 祖父：长孙裕，字子裕，北魏武卫大将军，太常卿，平原县侯。
- 父亲：长孙兕，字义贞，北周持节骠骑大将军、开府仪同三司、绛、熊二州刺史，袭平原侯，赠勋州刺史。
- 长兄：长孙謩，字伯謩。
- 三弟：长孙敞，字休明。
- 四弟：长孙晟，字季晟。
  - 儿子：长孙仁，字安世。
    - 孙子：长孙祥，唐刑部尚书，牵连长孙无忌谋反案被杀。

## 延伸阅读
[在维基数据编辑]
 《隋書·卷51》，出自魏徵《隋书》